# La Pente douce
Pour plus de détails, voir Fiche technique et Distribution.
La Pente douce est un film franco-italo-belge réalisé par Claude d'Anna et sorti en 1972.

## Synopsis
Une femme visite une maison de campagne avec un agent immobilier, et se sent irrésistiblement attirée par lui.

## Fiche technique
- Réalisation : Claude d'Anna
- Scénario : Volker Eismann, Monique Lange, Claude d'Anna
- Dialogues : Monique Lange
- Photographie : Eduard van der Enden
- Montage : Daniel de Valck, August Verschueren
- Musique : Laurent Petitgirard
- Société de production :  Maya Films (Paris), Showking Films (Bruxelles), Industrie Cinematografiche Artistiche Romane (I.C.A.R.)
- Pays d'origine :  France |  Italie |  Belgique
- Langue : français
- Genre : drame
- Durée : 92 minutes
- Date de sortie:
- France : 3 mai 1972

## Distribution
- Pascale Audret : la femme
- Michel de Ré : l'agent immobilier
- Julie Dassin : la prostituée
- Adrian Hoven : le mari
- Jean Mermet : le visiteur
- Sébastien Floche : le collègue
- Pierre Bolo : le patron de café

## Critiques
Cette histoire d'auto-destruction est traitée par le réalisateur « à la façon d'un nô japonais ».